# Wydawnictwo Łódzkie
Wydawnictwo Łódzkie – polskie wydawnictwo książkowe z siedzibą w Łodzi funkcjonujące w latach 1957–1996.

## Historia
Wydawnictwo zostało założone w 1957 jako Łódzka Spółdzielnia Wydawnicza. Inicjatorem jej powstania był poeta i prezes oddziału łódzkiego Związku Literatów Polskich w latach 1954–1959 Stanisław Czernik. Początkowo wydawnictwo działało przy Spółdzielni Wydawnictw Artystycznych i Użytkowych „Poziom”, zajmującej się introligatorstwem oraz wydawaniem pocztówek i zabawek kształcących. Pierwszym dyrektorem spółdzielni został Tadeusz Jaskuła, Stanisław Czernik objął stanowisko redaktora naczelnego i zastępcy dyrektora. Wśród wczesnych publikacji wydawnictwa były: Naszyjnik Królowej, Królobójcy, Mały lord czy Między ustami a brzegiem pucharu.
Na mocy zarządzenia Ministra Kultury i Sztuki z dnia 24 stycznia 1959 Łódzka Spółdzielnia Wydawnicza została upaństwowiona, nadzór nad nią przejęło ministerstwo, a kierownictwo powierzono Aleksandrowi Postołowowi. W tym samym roku zmieniono nazwę na Wydawnictwo Łódzkie.
Jedno z największych osiągnięć wydawniczych, chociaż niedokończone z przyczyn politycznych (wydarzenia marcowe 1968 r.): Kronika getta łódzkiego (wydane dwa tomy, zamiast czterech).
W latach 90. przedsiębiorstwo spotkało się z drastycznym spadkiem sprzedaży, co było spowodowane powstaniem licznych wydawnictw w tamtym okresie. Próby prywatyzacji nie powiodły się i w 1992 ustanowiono zarząd komisaryczny. Pomimo że przez cały okres istnienia firmy wydawano książki, to w 1996 postawiono wydawnictwo w stan likwidacji.

## Wybrane publikacje
1957
- Aleksander Dumas (ojciec), Naszyjnik Królowej
- Wacław Gąsiorowski, Królobójcy
- Frances Hodgson Burnett, Mały lord
- Maria Rodziewiczówna, Między ustami a brzegiem pucharu

1959:
- Adam Bahdaj, Order z księżyca (1959, 184 ss.)

1960:
- Lech Utracki, W krainie Tau-Dżin-Padyszacha (1960, 175 ss.)

1962:
- Stanisław Pagaczewski, Nocne Marki (1962, 150 ss.)

1965:
- Kronika getta łódzkiego, oprac. Lucjan Dobroszycki i Danuta Dąbrowska, tom 1 (rok 1941)

 1966:
- Adam Bahdaj, Order z księżyca (wyd. 2, 1966, 196 ss.)
- Kronika getta łódzkiego, oprac. Lucjan Dobroszycki i Danuta Dąbrowska, tom 2 (rok 1942)[a]

1968:
- Małgorzata Kowalczyk, Wierzenia pogańskie za pierwszych Piastów (1968, 172 ss.)
- Zbigniew Nienacki, Uroczysko (1968)

1969:
- Łódź (1969, 197 ss.)

1971:
- Kazimierz Dębnicki, Trzy pamięci (1971, 200 ss.)

1972:
- Adam Bahdaj, Order z księżyca (1972, 192 ss.)
- Wiesław Jażdżyński, Czuwajcie w letnie noce (1972, 231 ss.)

1973:
- Bohdan Arct, Powietrze pełne śmiechu (1973)
- Stanisław Mijas, Świętokrzyskie szlaki literackie. Szkice o pisarzach od Reja do Żeromskiego (338 ss.)

1974:
- Stefania Grodzieńska, Brzydki ogród (1974, 239 ss.)

1976:
- Tadeusz Papier, Ciche jeziora (1974, 152 ss.)

1979:
- Henryk Czarnecki, Daleko od szosy (1979, 244 ss.)

1980:
- Leon Kruczkowski, Dramaty wybrane (1980, 244 ss.) ISBN 83-218-0419-5

1981:
- Bohdan Baranowski, W kręgu upiorów i wilkołaków (1981, 324 ss.) ISBN 83-218-00726
- Jarosław Borszewicz, Zezowaty duet (1981, 57 ss.) ISBN 83-218-01927

1982:
- Jadwiga Dackiewicz, Synowie Napoleona część 1 (1982, 324 ss.) ISBN 83-21802265
- Zbigniew Kuchowicz, Miłość staropolska. Wzory - uczuciowość - obyczaje erotyczne XVI-XVIII wieku (1982, 596 ss.)

1983:
- Czesław Janczarski, O Lechu, Czechu i Rusie (1983, 30 ss.) ISBN 83-218-02923
- Walter Scott, Kanilworth, tłum. Erazm Rykaczewski (1983, 449 ss.) ISBN 83-218-02516

1984:
- Miroslav Krleža, Dzienniki i eseje, tłum. Jan Wierzbicki (1984, 575 ss.) ISBN 83-218-0295-8
- Józefa Radzymińska, Niech spłonie pamięć (1984, 252 ss.) ISBN 83-218-02451

1985:
- René Fülöp-Miller, Święty demon Rasputin i kobiety (1985, 381 ss.) ISBN 83-218-0403-9
- Claude Lévi-Strauss, Drogi masek, tłum. Monika Dobrowolska (1985, 146 ss.) seria: Człowiek i jego cywilizacja ISBN 83-218-04837
- Borislav Pekić, Jak pogrzebać wampira, tłum. Magdalena Petryńska (1985, 447 ss.) seria: Biblioteka Jugosłowiańska ISBN 83-218-0363-6
- Vlada Urošević, Nocna dorożka, tłum. Olga Ristowska (1985, 199 ss.) seria: Biblioteka Jugosłowiańska

1987:
- René Girard, Kozioł ofiarny, tłum. Mirosława Goszczyńska (1987, 325 ss.) seria: Człowiek i jego cywilizacja ISBN 83-218-06082
- Michael Grant, Gladiatorzy, tłum. Tadeusz Rybowski (1987, 149 ss.) seria: Człowiek i jego cywilizacja ISBN 83-218-04276
- Cole William Owen, Piara Singh Sambhi, Sikhowie. Wiara i życie, tłum. Jolanta Mach (1987, 231 ss.) seria: Człowiek i jego cywilizacja ISBN 83-218-06198
- Erich Rackwitz, Szlaki w nieznane, tłum. Teresa i Leon Sikorscy (304 ss.)
- Friedrich Schlette, Celtowie (1987, 193 ss.) seria: Człowiek i jego cywilizacja ISBN 83-218-06333
- Lucyna Skompska, Wakacje na Guziku (1987, 96 ss.) ISBN 83-218-0443-8
- Jan Tomkowski, Juliusz Verne – Tajemnicza wyspa? (1987, 162 ss.) ISBN 83-218-0605-8

1988:
- Mary Boyce, Zaratusztrianie, tłum. Zofia Józefowicz-Czabak, Bolesław J. Korzeniowski (1988, 382 ss.) seria: Człowiek i jego cywilizacja ISBN 83-218-0683X
- Witold Tyloch, Bogowie czterech stron świata (1988, 274 ss.) ISBN 83-218-0699-6

1989:
- Tadeusz Dołęga-Mostowicz, Świat pani Malinowskiej. Trzecia płeć (1989, 461 ss.) ISBN 83-218-07925
- Zbigniew Kuchowicz, Barbara Radziwiłłówna (1989, 318 ss.) ISBN 83-218-0500-0
- Alan Unterman, Żydzi. Wiara i życie, tłum. Janusz Zabierowski (1989, 311 ss.) seria: Człowiek i jego cywilizacja ISBN 83-218-07437

1990:
- Arthur Cotterell, Cywilizacje starożytne, tłum. Ryszard Grygiel (1990, 413 ss.) ISBN 83-218-07089
- Eugeniusz Iwanicki, Proces szatana? (1990, 83 ss.) ISBN 83-218-08972
- John Morris Roberts, Ilustrowana historia świata tom 1. Pierwsi ludzie pierwsze cywilizacje (1990, 366 ss.) ISBN 83-218-03733

1991:
- Jaroslav Dietl, Szpital na peryferiach, tłum. Ewa Pankiewicz (1991, 380 ss.) ISBN 83-218-0912-X
- Ernest Renan, Żywot Jezusa, tłum. Andrzej Niemojewski (1991, 221 ss.) ISBN 83-218-0794-1

1992:
- Kenneth Harris, Margaret Thatcher, tłum. Jerzy Chociłowski (1992, 289 ss.) ISBN 83-218-0950-2[2]

1993: 
- Arthur Cotterell, Słownik mitów świata, tłum. Waldemar Ceran i inni (1993, 460+3 ss, 32 ss ilustracji kolor., mapa) ISBN 83-218-0958-8

1994: 
- Philip Roth, Dziedzictwo : historia prawdziwa, (eng. Patrimony : a true story), tłum. Jerzy Jarniewicz (1994, 203+5 ss) ISBN 83-218-1001-2

1995: 
- Anna Kuligowska-Korzeniewska, Scena obiecana : teatr polski w Łodzi 1844-1918 [z prac Zakładu Dramatu i Teatru Katedry Teorii Literatury, Teatru i Filmu Uniwersytetu Łódzkiego], (1995, 318+2 ss, 48 ss il.) ISBN 83-218-0736-4.